# Cissus paraensis
Cissus paraensis är en vinväxtart som beskrevs av J. A. Lombardi. Cissus paraensis ingår i släktet Cissus och familjen vinväxter. Inga underarter finns listade i Catalogue of Life.